# Matias Maccelli
Matias Maccelli (Turku, Finlandia, 14 de octubre de 2000) es un jugador profesional finlandés de hockey sobre hielo que se desempeña en la posición de extremo izquierdo en Arizona Coyotes, equipo de la National Hockey League (NHL).

## Carrera
Fue seleccionado en la cuarta ronda en la NHL Entry Draft de 2019. En 2021 hizo su debut profesional con el equipo Arizona Coyotes, donde lleva jugando tres temporadas.